# Connecteur logique
Pour l’article homonyme, voir Connecteur logique (linguistique).
En logique, un connecteur logique est un opérateur booléen utilisé dans le calcul des propositions.
Comme dans toute approche logique, il faut distinguer un aspect syntaxique et un aspect sémantique.

## Syntaxe
D'un point de vue syntaxique, les connecteurs sont des opérateurs dans un langage formel pour lesquels un certain nombre de règles définissent leur usage, au besoin complétées par une sémantique.

## Sémantique

### Logique classique
Si l'on se place dans la logique classique, l'interprétation des variables se fait dans les booléens ou dans une extension multivalente de ceux-ci.

Table des connecteurs logiques. (organisés par valeur de vérité)

Connecteurs logiques organisés en un diagramme de Hasse.

Dans le cas de la logique bivalente classique le tableau suivant recense les seize fonctions booléennes associées aux entrées P et Q, ces entrées sont les variables ou prémisses des formules.
|   |   | Q |   |
| 0 | 1 |   |   |
| P | 0 | 0 | 0 |
| P | 1 | 1 | 1 |

|   |   | Q |   |
| 0 | 1 |   |   |
| P | 0 | 0 | 1 |
| P | 1 | 0 | 1 |

|   |   | Q |   |
| 0 | 1 |   |   |
| P | 0 | 1 | 1 |
| P | 1 | 0 | 0 |

|   |   | Q |   |
| 0 | 1 |   |   |
| P | 0 | 1 | 0 |
| P | 1 | 1 | 0 |

|   |   | Q |   |
| 0 | 1 |   |   |
| P | 0 | 0 | 1 |
| P | 1 | 1 | 1 |

|   |   | Q |   |
| 0 | 1 |   |   |
| P | 0 | 0 | 0 |
| P | 1 | 0 | 1 |

|   |   | Q |   |
| 0 | 1 |   |   |
| P | 0 | 1 | 0 |
| P | 1 | 0 | 0 |

|   |   | Q |   |
| 0 | 1 |   |   |
| P | 0 | 1 | 1 |
| P | 1 | 1 | 0 |

|   |   | Q |   |
| 0 | 1 |   |   |
| P | 0 | 0 | 0 |
| P | 1 | 0 | 0 |

|   |   | Q |   |
| 0 | 1 |   |   |
| P | 0 | 1 | 1 |
| P | 1 | 1 | 1 |

|   |   | Q |   |
| 0 | 1 |   |   |
| P | 0 | 1 | 1 |
| P | 1 | 0 | 1 |

|   |   | Q |   |
| 0 | 1 |   |   |
| P | 0 | 1 | 0 |
| P | 1 | 1 | 1 |

|   |   | Q |   |
| 0 | 1 |   |   |
| P | 0 | 0 | 0 |
| P | 1 | 1 | 0 |

|   |   | Q |   |
| 0 | 1 |   |   |
| P | 0 | 0 | 1 |
| P | 1 | 0 | 0 |

|   |   | Q |   |
| 0 | 1 |   |   |
| P | 0 | 1 | 0 |
| P | 1 | 0 | 1 |

|   |   | Q |   |
| 0 | 1 |   |   |
| P | 0 | 0 | 1 |
| P | 1 | 1 | 0 |

### Logiques non classiques

#### Logique intuitionniste
Une sémantique possible de la logique intuitionniste se fait dans les modèles de Kripke.   Grosso modo, un modèle de Kripke est un graphe étiqueté, dont les nœuds sont appelés des « mondes », les étiquettes sont des formules et la relation sous-jacente {\displaystyle R} est dite relation d'accessibilité. 
Dans ces graphes, la sémantique d'une formule {\displaystyle \phi } dont le connecteur principal est {\displaystyle c} est un modèle de Kripke avec un monde  étiqueté  par la formule {\displaystyle \phi }. La sémantique de la formule  est définie à partir  des sémantiques des composants de la formule.  Si la formule {\displaystyle \phi } est {\displaystyle \psi ~c~\theta }, la sémantique de {\displaystyle \phi } se fera à partir des sémantiques de {\displaystyle \psi } et {\displaystyle \theta }.
Dire que dans le modèle de Kripke {\displaystyle {\mathcal {M}}},  la formule {\displaystyle \phi }  étiquette  le monde {\displaystyle w}, s'écrit {\displaystyle {\mathcal {M}},w\models \phi }.  Dans ce cas {\displaystyle {\mathcal {M}}} est un modèle de {\displaystyle \phi }.

##### Un exemple
Par exemple, supposons que la formule soit {\displaystyle p\Rightarrow q}.  Son connecteur principal est {\displaystyle \Rightarrow }.  La définition de la sémantique de  {\displaystyle p\Rightarrow q}  fonctionne ainsi : pour pouvoir dire  que {\displaystyle {\mathcal {M}},w\models p\Rightarrow q}, il faut que, dans le modèle {\displaystyle {\mathcal {M}}}, pour tout monde {\displaystyle w'}, accessible à partir de {\displaystyle w}, autrement dit  tel que {\displaystyle wRw'}, on ait : {\displaystyle {\mathcal {M}},w'\models p}  implique {\displaystyle {\mathcal {M}},w'\models q}.

#### Logiques modales
Il faut dans ce cadre expliquer comment les connecteurs se comportent vis-à-vis des modalités.

## Systèmes complets de connecteurs
En logique classique, avec le tiers exclu, la sémantique est donnée (via le théorème de complétude du calcul propositionnel) par les tables de vérité.
Une logique p-valente possède {\displaystyle p^{(p^{n})}} connecteurs n-aires. Cela correspond aux nombres de formules distinctes (c'est-à-dire deux à deux non équivalentes) que l'on peut écrire avec n propositions atomiques distinctes (p1, p2, ... pn) dans une logique p-valente.
La logique bivalente usuelle a donc {\displaystyle 2^{(2^{n})}} connecteurs n-aires.
Ces logiques ont donc une infinité de connecteurs, pris indépendamment de leur arité.
On appelle « système complet de connecteur » un ensemble de connecteurs d'une logique qui suffit à définir tous les autres.
Pour la logique propositionnel classique, les connecteurs usuels que sont la négation, la conjonction, la disjonction, l'implication et l'équivalence forment ensemble un système complet de connecteurs.
On démontre, via les notions de forme normale conjonctive et forme normale disjonctive, que {négation, conjonction, disjonction}, ensemble de connecteurs au plus binaires, est un système complet de connecteurs pour la logique propositionnelle classique. Pour exemple : P ⇒ Q équivaut à ¬P {\displaystyle \lor } Q (lire non(P) ou Q).
La généralisation à des logiques classiques p-valentes a été faite par Emil Post en 1921 dans Introduction à une théorie générale des propositions élémentaires. Il montre qu'avec un connecteur unaire qui fait une permutation circulaire sur les p valeurs de vérité (qui peuvent être notées 0, 1, 2, ... p-1) et qu'avec deux connecteurs binaires, l'un prenant le max de deux valeurs de vérité et l'autre le min de deux valeurs de vérité, on peut écrire toute formule de calcul propositionnel.
Dans le cas de la logique bivalente classique, l'infinité des connecteurs peut être ramené à un seul, binaire. Parmi les 16 connecteurs binaires, deux sont des systèmes complets de connecteurs, les deux barres de Sheffer.